# برزنتسه
برزنتسه (به مجاری:  Berzence) یک شهرداری در مجارستان است که در ناحیه چورگو واقع شده‌است. برزنتسه ۵۳٫۷۶ کیلومتر مربع مساحت و ۲٬۷۰۸ نفر جمعیت دارد.